# 1566.
◄ | 15. stoljeće | 16. stoljeće | 17. stoljeće | ►
◄ | 1530-ih | 1540-ih | 1550-ih | 1560-ih | 1570-ih | 1580-ih | 1590-ih | ►
◄◄ | ◄ | 1563. | 1564. | 1565. | 1566. | 1567. | 1568. | 1569. | ► | ►►
Arhitektura • Astronomija • Glazba • Kazalište • Kiparstvo • Knjige • Književnost • Kršćanstvo • Medicina • Politika • Pravo • Promet • Slikarstvo • Znanost

## Događaji
- Bitka kod Sigeta.

## Smrti
- 2. srpnja – Michel de Nostradamus, francuski liječnik i prorok (* 1503.)
- 5. rujna – Sulejman I. Veličanstveni, osmanski sultan
- 7. rujna – Nikola Šubić Zrinski, hrvatski državnik i vojskovođa

## Vanjske poveznice
|  | Zajednički poslužitelj ima još gradiva o temi 1566. |